# Vendel-Tegelsmora församling
Vendel-Tegelsmora församling är från 2014 en församling i Upplands norra kontrakt i Uppsala stift i Svenska kyrkan. Församlingen ligger i Tierps kommun i Uppsala län och utgör ett eget pastorat.

## Administrativ historik
Församlingen bildades 2014 genom sammanläggning av Vendels församling och Tegelsmora församling och utgör därefter ett eget pastorat.

## Kyrkor
- Vendels kyrka
- Tegelsmora kyrka
- Örbyhus kyrka